# Gaetano Greco
Gaetano Greco (* um 1657 in Neapel; † 1728 ebenda) war ein italienischer Musikpädagoge und Komponist der neapolitanischen Schule.

## Leben
Gaetano Greco war der Sohn des Francesco Greco der von 1648 bis 1673 am Conservatorio della Pietà dei Turchini lehrte. Gaetano war Schüler am Conservatorio dei Poveri di Gesù Cristo seiner Heimatstadt, als Schüler von Alessandro Scarlatti, anschließend wirkte er dort als Assistent. Ab 1696 bis zu seinem Tode war er der Kapellmeister des Konservatoriums, gefolgt von Francesco Durante. Zu seinen Schülern zählen Domenico Scarlatti und Nicola Antonio Porpora.
Greco trug mit seiner Lehrtätigkeit viel zum Aufschwung der musikalischen Entwicklung in seiner Geburtsstadt um die Jahrhundertwende bei.

## Werke
- 7 Messen
- Salve regina 1681
- Litanei, (Vierstimmig mit Streichern und Orgel) 1709
- Rund 350 Werke für Cembalo, darunter zahlreiche Toccatten, Präludien und Fugen